# Cladonychiidae
Cladonychiidae es una pequeña familia de Opiliones con unas 33 especies descriptas, en el suborden Laniatores.

## Descripción
Los miembros de esta familia varían de menos de dos a aproximadamente cuatro milímetros de longitud corporal, con pedipalpos robustos y espinosos y patas más bien cortas, aunque el segundo par puede medir hasta dos centímetros. La mayoría de Los cladonychiidae son de color marrón rojizo a marrón oscuro, pero las especies que habitan en cuevas son de color amarillo pálido. No todas las especies tienen ojos.

## Distribución
Los miembros de Cladonychiidae habitan en el sur de Europa y los Estados Unidos.

## Relaciones
Los géneros Peltonychia, Holoscotolemon, Erebomaster, Theromaster, Speleonychia, Briggsus, y
Isolachus de la familia Travuniidae y de la antigua familia Pentanychidae han sido transferidos a Cladonychiidae. De esta forma  Travuniidae quedó con tres géneros de la región de los Balcanes en Europa, Travunia, Trojanella, y Dinaria.

## Especies
Estos géneros y especies pertenecen a la familia Cladonychiidae:
- género Arbasus Roewer, 1935
  - especie Arbasus caecus (Simon, 1911)
- género Briggsus Özdikmen & Demir, 2008
  - especie Briggsus bilobatus (Briggs, 1971)
  - especie Briggsus clavatus (Briggs, 1971)
  - especie Briggsus flavescens (Briggs, 1971)
  - especie Briggsus hamatus (Briggs, 1971)
  - especie Briggsus pacificus (Briggs, 1971)
- género Buemarinoa Roewer, 1956
  - especie Buemarinoa patrizii Roewer, 1956
- género Erebomaster Cope, 1872
  - especie Erebomaster acanthinus (Crosby & Bishop, 1924)
  - especie Erebomaster flavescens Cope, 1872
    - subespecie Erebomaster flavescens flavescens Cope, 1872
    - subespecie Erebomaster flavescens coecum (Packard, 1888) — Carter cave

  - especie Erebomaster weyerensis (Packard, 1888)
- género Holoscotolemon Roewer, 1915
  - especie Holoscotolemon franzinii Tedeschi & Sciaky, 1994
  - especie Holoscotolemon jaqueti (Corti, 1905)
  - especie Holoscotolemon lessiniense Martens, 1978
  - especie Holoscotolemon lessiniensis Martens, 1978
  - especie Holoscotolemon monzinii Tedeschi & Sciaky, 1994
  - especie Holoscotolemon naturae Tedeschi & Sciaky, 1994
  - especie Holoscotolemon oreophilus Martens, 1978
  - especie Holoscotolemon querilhaci (Lucas, 1864)
  - especie Holoscotolemon unicolor Roewer, 1915
- género Isolachus Briggs, 1971
  - especie Isolachus spinosus Briggs, 1971
- género Peltonychia Roewer, 1935
  - especie Peltonychia clavigera (Simon, 1879)
  - especie Peltonychia gabria Roewer, 1935
  - especie Peltonychia leprieuri (Lucas, 1861)
  - especie Peltonychia leprieurii
  - especie Peltonychia navarica (Simon, 1879)
  - especie Peltonychia piochardi (Simon, 1872)
  - especie Peltonychia postumicola (Roewer, 1935)
  - especie Peltonychia sarea (Roewer, 1935)
  - especie Peltonychia tenuis Roewer, 1935
- género Speleonychia Briggs, 1974
  - especie Speleonychia sengeri Briggs, 1974
- género Theromaster Briggs, 1969
  - especie Theromaster archeri (Goodnight & Goodnight, 1942)
  - especie Theromaster brunneus (Banks, 1902)
- género † Proholoscotolemon Ubick & Dunlop, 2005
  - especie † Proholoscotolemon nemastomoides (Koch & Berendt, 1854)